# Агвалинский сельсовет
Агвалинский сельсовет — упразднённая административно-территориальная единица в Цумадинском районе Республики Дагестан Российской Федерации. Преобразовано в сельское поселение «село Агвали». Административный центр — село Агвали.

## История
По данным переписей 1926 и 1939 годов в Агвалинский сельсовет помимо собственно села Агвали входил также и хутор Колих. По переписи 1970 года в сельсовете четыре хутора с названием Калих и порядковыми номерами с 1 по 4-й. К 1989 году в составе сельсовета их осталось два: Калих 3-й и Калих 4-й.

## Состав
| № | Населённый пункт | Тип населённого пункта       | Население |
| - | ---------------- | ---------------------------- | --------- |
| 1 | Агвали           | село, административный центр | ↗3199     |

### Упразднённые населённые пункты
Калих 1-й, Калих 2-й, Калих 3-й, Калих 4-й— упразднённые сёла.